# John Howship

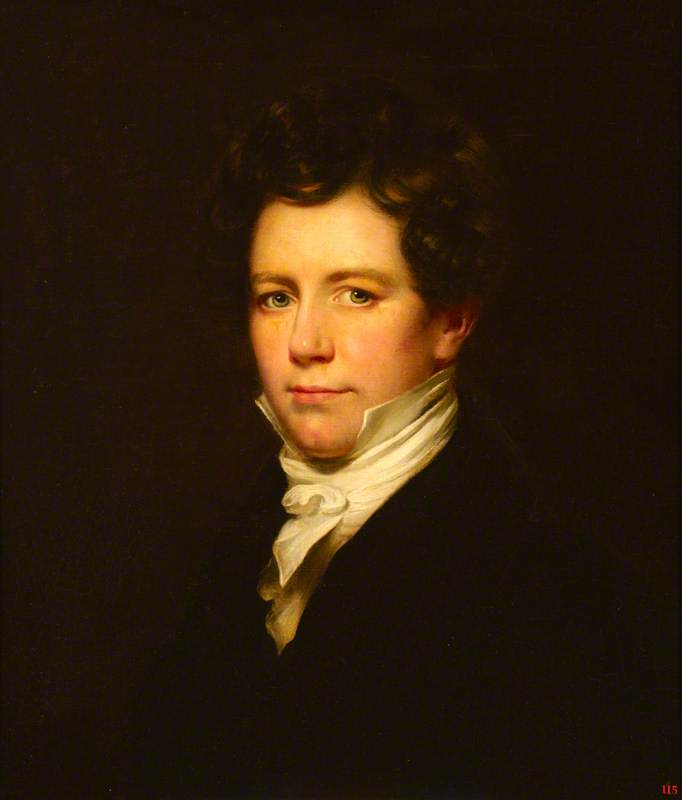
John Howship

John Howship (* 1781; † 22. Januar 1841) war ein englischer Mediziner, Chirurg und pathologischer Anatom.

## Leben
John Howship war ein englischer Chirurg. Er war Mitglied des Councils of Surgeons und Dozent an der St George’s Hospital Medical School in London. Als Chirurg und pathologischer Anatom war Howship vor allem auf dem Gebiet der Knochenforschung tätig.
1833 hielt er die Hunterian Oration des Royal College of Surgeons of England.
John Howship wurde am 28. November 1824 unter der Präsidentschaft des Mediziners und Naturforschers Christian Gottfried Daniel Nees von Esenbeck mit dem akademischen Beinamen Troja unter der Matrikel-Nr. 1285 als Mitglied in die Kaiserliche Leopoldino-Carolinische Akademie der Naturforscher aufgenommen.
Nach ihm sind die Howship-Lakunen, flächige Ausbuchtungen in der Knochenmatrix, an denen der Umbau von Knochen stattfindet, sowie gemeinsam mit dem deutschen Internisten, Neurologen und Neuropathologen Moritz Heinrich Romberg das Howship-Romberg-Syndrom (auch: Howship-Romberg-Zeichen; Obturatorius-Neuralgie) benannt.

## Schriften
- Practical Observations in Surgery, and Morbid Anatomy. London 1816 (Digitalisat)
- The Hunterian oration delivered in the theatre of the Royal College of Surgeons in London, on the fourteenth of February, 1833. London 1833 (Digitalisat)
- Practical Remarks on the Discrimination and Appearance of Surgical Disease. Churchill, London 1840 (Digitalisat)